# Hiện tượng quan sát thấy UFO ở Canada
Đây là danh sách những trường hợp được cho là đã nhìn thấy vật thể bay không xác định hoặc UFO ở Canada.
Theo một bản ghi nhớ của Bộ Quốc phòng, việc nhìn thấy vật thể bay không xác định ở Canada đã xảy ra trong suốt nửa đầu thế kỷ 20. Tuy nhiên, chính phủ Canada đã không quan tâm đến việc thu thập thông tin về những lần chứng kiến UFO cho đến năm 1947.

## 1951, Gander, Newfoundland
Ngày 10 tháng 2 năm 1951, một máy bay của Hải quân Mỹ bay đến Iceland từ Gander đã báo cáo về vụ suýt va chạm với một UFO hình tròn, lớn, màu cam và "gần như bay vòng quanh" máy bay Mỹ theo đúng nghĩa đen.

## 1960, Hồ Clan, Lãnh thổ Tây Bắc
Ngày 18 tháng 6 năm 1960, một người khai thác mỏ nói với đội RCMP của Yellowknife rằng một tháng trước đó, anh ta và đồng nghiệp của mình đã nhìn thấy một UFO tại Hồ Clan, nằm cách 30 dặm về phía bắc của Yellowknife. Theo nhà UFO học Chris Rutkowski, những người này cho biết chính mắt họ đã nhìn thấy một vật thể lơ lửng có chiều rộng từ 4 đến 6 feet và đập xuống mặt hồ. RCMP bèn tới điều tra nhưng không tìm thấy gì cả.

## 1967, Hồ Falcon, Manitoba
Stefan Michalak tuyên bố rằng mình bị một trong hai đĩa bay đốt cháy mà ông kể là đã tiếp xúc vào ngày 19 tháng 5 năm 1967, gần Hồ Falcon, Manitoba. Giới nghiên cứu UFO cho rằng hình ảnh của Michalak trong bệnh viện cho thấy một mạng lưới các vết bỏng trên ngực của ông ấy, và một mạng lưới tương tự xuất hiện trên áo phông của nhân chứng. Các nhà UFO học coi đây là một trong những câu chuyện về UFO được ghi lại nhiều nhất ở Canada.
Hai cuốn sách đã được viết về sự xuất hiện của UFO hồ Falcon:
- (2017). Stan Michalak, Chris Rutkowski. When They Appeared Falcon Lake 1967: The inside story of a close encounter. ISBN 9781772800951
- (2015). George Dudding. The Falcon Lake UFO Encounter. ISBN 978-1514246825

Nhà nghiên cứu hoài nghi Aaron Sakulich đã xem xét bản trình báo của Michalak gửi cho cảnh sát ngay sau khi vụ việc xảy ra, cùng với các bằng chứng khác, và kết luận rằng Michalak thực sự đã bị bỏng, nhưng vết bỏng có thể là do tai nạn vì uống rượu say và Michalak, vốn đang thăm dò quặng bạc gần hồ vào thời điểm đó, có lẽ đã bịa ra câu chuyện để ngăn những người thăm dò khác rời khỏi khu vực này.
Tháng 4 năm 2018, Sở Đúc tiền Hoàng gia Canada đã phát hành đồng xu bạc trị giá 20 đô la mô tả sự kiện được cho là sự kiện đầu tiên trong chương trình Unexplained Phenomena của Canada, nêu rõ "Theo lời kể của Stefan Michalak, hai vật thể phát sáng từ trên trời rơi xuống vào ngày 20 tháng 5 năm 1967, gần Hồ Falcon, Manitoba, nơi một vật thể hạ cánh đủ gần để anh ta tiếp cận. Khi chiếc máy bay đột ngột cất cánh, khí thải của nó khiến quần áo của Michalak bốc cháy. để lại cho anh ta những vết bỏng bí ẩn... và một câu chuyện bất thường để kể lại".

## 1967, Shag Harbour, Nova Scotia
Sự kiện này được cho là vụ rơi có chủ đích của một vật thể bay không xác định ở Shag Harbour, Nova Scotia vào tháng 10 năm 1967. Ngày 1 tháng 10 năm 2019, Xưởng đúc tiền Hoàng gia Canada đã phát hành đồng xu phát sáng trong bóng tối trị giá 20 đô la bạc mô tả cảnh tượng thứ hai của loạt phim Unexplained Phenomena ở Canada.

## 1969, Prince George, British Columbia
Tại Prince George, British Columbia, ba nhân chứng không liên quan đã trình báo về một vật thể hình tròn, kỳ lạ trên bầu trời vào cuối buổi chiều ngày 1 tháng 1 năm 1969. Quả cầu phát ra ánh sáng màu vàng cam và dường như bay lên từ độ cao 2.000 đến 10.000 feet.

## 1975–1976, Southern Manitoba
Vài trường hợp báo cáo họ đã nhìn thấy một UFO phát sáng màu đỏ, đôi khi được mô tả là thứ "tinh quái" hoặc "vui tươi", được nhìn thấy ở Nam Manitoba vào năm 1975 và 1976. The UFO was nicknamed "Charlie Redstar" by the public.

## 1978, Clarenville, Newfoundland và Labrador
Mười hai cá nhân nhìn thấy UFO vào sáng sớm ngày 26 tháng 10 năm 1978 xảy ra ở Clarenville, Newfoundland và Labrador nằm gần Đảo Random. Theo báo cáo, vật thể này có hình bầu dục với một chiếc vây ở đuôi. Những người phát hiện ra vật thể đã gọi đện đến Cảnh sát Kỵ binh Hoàng gia Canada, và sĩ quan được phái đi tên là Constable James Blackwood đã tận mắt chứng kiến UFO lơ lửng ở độ cao 100 feet (30,5 m) trên mặt nước trong khoảng một hoặc hai giờ trước khi biến mất. Blackwood bèn sử dụng kính thiên văn chuyên dùng giám sát ma túy để quan sát UFO và các nhân chứng khác thì sử dụng ống nhòm. Theo Blackwood, khi anh chiếu đèn pha, vật thể sẽ phản ứng bằng cách chiếu đèn pha trở lại. Được biết Blackwood đang cố gắng liên lạc với các phi công của con tàu này. Vụ việc không để lại bằng chứng nào về sự xuất hiện của nó ngoài lời khai của nhân chứng về sự kiện.
Năm 2016, một cảnh tượng riêng biệt đã xảy ra ở Clarenville liên quan đến một cư dân phát hiện ra ánh sáng lơ lửng trên mặt nước trên Đảo Random.
Năm 2020, cảnh tượng này được mô tả trên đồng xu phát sáng trong bóng tối trị giá 20 đô la bạc, là đồng xu thứ ba trong chương trình Unexplained Phenomena của Canada do Sở Đúc tiền Hoàng gia Canada thực hiện.

## 1990, Montreal, Quebec
Ngày 7 tháng 11 năm 1990, tại Montreal, Quebec, các nhân chứng đã báo cáo về một vật thể tròn làm bằng kim loại rộng khoảng 540 mét trên hồ bơi trên sân thượng của khách sạn Bonavoji. Những người chứng kiến đã nhìn thấy 8 đến 10 ánh sáng tạo thành một vòng tròn phía trên họ, phát ra những tia sáng trắng. Hiện tượng này kéo dài ba giờ, từ 7 giờ 20 phút đến 10 giờ 20 phút tối và di chuyển chậm về phía bắc. Trong khi không ai có thể xác định được luồng sáng này, một số nhân chứng, theo báo cáo ngày hôm sau trên tờ La Presse, sẵn sàng bày tỏ niềm tin rằng họ đã được người ngoài hành tinh viếng thăm.
Một số nhân chứng nói những gì họ nhìn thấy trong một cuộc phỏng vấn trên truyền hình của CBC.
Vụ chứng kiến này được tưởng niệm vào năm 2021 trên một đồng xu phát sáng trong bóng tối trị giá 20 đô la bạc, là phần thứ tư của chương trình Unexplained Phenomena của Canada do Sở Đúc tiền Hoàng gia Canada thực hiện.

## 1997, Trail, British Columbia
Ít nhất hai người phụ nữ đứng trên cây cầu bắc qua sông Columbia chờ bắn pháo hoa vào tối ngày 1 tháng 7 đã tận mắt chứng kiến ba luồng sáng nhỏ phía trên đầu họ và chúng nhanh chóng lao xuống sông, chỉ cách mặt nước khoảng một hoặc hai foot. Chúng chạy ngoằn ngoèo dọc theo con sông hướng về phía đông cho đến khi bay khuất tầm nhìn. Hai người phụ nữ vốn xa lạ nhìn nhau ái ngại, nhận ra đây không phải là màn bắn pháo hoa mà họ vẫn chưa bắt đầu dù trời vẫn còn sáng.

## 2010, Mille Harbour, Newfoundland và Labrador
Trong đêm ngày 25 tháng 1 năm 2010, có nhiều báo cáo về việc nhìn thấy UFO ở Harbour Mille, Newfoundland và Labrador. Cảnh sát Kỵ binh Hoàng gia Canada ban đầu cho rằng những báo cáo này là do một vụ phóng tên lửa, nhưng sau đó đã rút lại tuyên bố và Văn phòng Thủ tướng tuyên bố rằng UFO này không phải là tên lửa. Do Harbor Mille nằm gần với Saint Pierre và Miquelon, người dân nghi ngờ hoạt động quân sự của Pháp, một giả định đã bị bác bỏ bởi một tuyên bố chính thức của Chính phủ Pháp xác nhận rằng không có hoạt động quân sự nào diễn ra trong vụ việc được báo cáo. Cảnh sát Kỵ binh Hoàng gia Canada gọi sự kiện này là một cảnh tượng không thể giải thích được, và NORAD tuyên bố rằng không có vụ phóng tên lửa nào được biết đến vào thời điểm đó.
Sự kiện này đã khiến Thành viên Quốc hội thuộc khu vực bầu cử Harbor Mille đang trong thời điểm đó, Nghị sĩ Humber—St. Barbe—Baie Verte là Gerry Byrne đã đề nghị chính phủ cung cấp thêm thông tin về vụ việc và chỉ trích chính phủ Đảng Bảo thủ về sự thiếu minh bạch này.

## 2014, Kensington, Đảo Hoàng tử Edward
Lúc đang dập lửa vào tối muộn ngày 4 tháng 6 năm 2014, John Sheppard đã chứng kiến những ánh sáng bất thường trên bầu trời trên Vịnh St. Lawrence và quay phim trong 22 phút bằng điện thoại di động của mình. Sau khi báo cáo vụ việc với MUFON và cuộc điều tra của họ kết luận rằng đó là một cảnh phim được xác nhận, CBC có đưa tin về vụ việc. Ngày hôm sau, CBC phát hành một bài báo tiếp theo có nội dung trình bày hàng loạt lời giải thích thay thế cho sự kiện này.

## 2014, North York, Ontario
Khoảng 7 giờ tối và 10 giờ tối vào Thứ Bảy ngày 26 tháng 7 năm 2014, có nhiều báo cáo về việc nhìn thấy UFO ở North York, Ontario. Vào khoảng 9 giờ tối Thứ Bảy, ngày 26 tháng 7 năm 2014, Sarah Chun chứng kiến một chuỗi sáu hoặc bảy đèn nhấp nháy theo đường chéo trên bầu trời từ cửa sổ gần bàn ăn trong căn hộ chung cư của cô ở North York trước khi ra ngoài ban công để quan sát. Cô ấy đã quan sát đèn nhấp nháy trong khoảng 25 phút và quay hai video trên iPad của mình, sau đó được đăng trên kênh YouTube của mình. Đội 32 Sở Cảnh sát Toronto cho biết đã nhận được một số cuộc gọi về các vật thể bay không xác định trong khoảng thời gian từ 7 giờ tối đến 10 giờ tối hôm đó. Một số sĩ quan cảnh sát đã chứng kiến ánh sáng này, và một sĩ quan cảnh sát Toronto nhìn thấy một trong những luồng sáng đó đã suy đoán rằng đấy là một chiếc quadcopter phóng từ một tòa nhà nhưng đã không điều tra khi anh ta đang đi tuần tra bằng xe đạp. Sự kiện này có sự chứng kiến của nhiều người, trong đó có một nhạc sĩ địa phương tên là Roxanna Maleki đã rời khỏi rạp chiếu phim do chuông báo cháy và có đăng một video lên tài khoản Facebook của mình. Sebastian Setien, một cư dân ở North York, báo cáo rằng anh ta đang chiêu đãi khách khi nướng thịt trên ban công của mình và chụp một bức ảnh lúc 4:18 chiều. Setien và những vị khách của mình trở ra sau đó vào khoảng 8 giờ 40 phút tối. và nhìn thấy luồng sáng này nhưng anh ấy đã mất toàn bộ kết nối internet khi đang quay video trên điện thoại của mình. Cũng có thông tin cho rằng có một số sự cố mất điện nhỏ ở Toronto, bao gồm cả tại ga tàu điện ngầm ở North York, và tại rạp chiếu phim Cineplex khiến chuông báo cháy bị ngắt trong một thời gian ngắn. Các bức ảnh khác và một video từ một địa điểm khác ở North York cũng đã được nhiều người trình báo. Có vài lời giải thích khác được nêu ra trong vụ này bao gồm quadcopter, đèn lồng Trung Quốc và thả diều bằng đèn LED.

## Kết quả khảo sát UFO của Canada
Theo Khảo sát UFO của Canada năm 2002 được Ufology Research of Manitoba xuất bản thì Toronto có số lần nhìn thấy nhiều nhất với 34 vụ, tiếp theo là Vancouver với 31 vụ và Terrace, B.C. với 25 vụ trình báo. Năm 2002, một lần nhìn thấy UFO điển hình kéo dài khoảng 15 phút.
Chính phủ Liên bang Canada (tính đến năm 2007) đã gửi tất cả các báo cáo nhìn thấy UFO cho Chris Rutkowski thuộc nhóm Ufology Research of Manitoba.
Ngày 15 tháng 7 năm 2018, một trang tin tức của Canada đã đề cập đến nghiên cứu mới do Ufology Research, tiền thân là Ufology Research of Manitoba, thực hiện cho biết có hơn 1.000 vụ chứng kiến UFO được báo cáo ở Canada vào năm 2017.